# Martina Chrapánová
Martina Chrapánová, née le 14 décembre 1989 à Revúca, est une biathlète slovaque. Elle a participé aux Jeux olympiques en 2014.

## Biographie
Martina Chrapanová apparaît dans des courses de la Coupe d'Europe junior lors de l'hiver 2006-2007. Après une première participation à une épreuve de la Coupe du monde en fin d'année 2008 à Hochfilzen, elle fait son retour à ce niveau en 2010-2011, où elle effectue une saison complète, prenant part à ses premiers championnats du monde.
Elle marque ses premiers points en Coupe du monde en décembre 2012 à Östersund avec une 39e place.
Aux Jeux olympiques d'hiver de 2014, elle est 62e du sprint, 59e de l'individuel et 14e du relais.
Elle arrête sa carrière sportive en 2016.

## Résultats

### Jeux olympiques
| Épreuve     | Individuel | Sprint | Poursuite | Départ en masse | Relais | Relais mixte |
| ----------- | ---------- | ------ | --------- | --------------- | ------ | ------------ |
| Sotchi 2014 | 59e        | 62e    | –         | –               | 14e    | –            |

### Championnats du monde
| Épreuve / Édition             | Individuel | Sprint | Poursuite | Départ en masse | Relais | Relais mixte |
| Mondiaux 2011 Khanty-Mansiïsk | Abandon    | 74e    | -         | -               | 7e     | -            |
| Mondiaux 2012 Ruhpolding      | 42e        | 66e    | -         | -               | 8e     | -            |
| Mondiaux 2013 Nové Město      | 66e        | 72e    | -         | -               | 8e     | -            |
| Mondiaux 2015 Kontiolahti     | 45e        | 58e    | 42e       | -               | 18e    | -            |
| Mondiaux 2016 Holmenkollen    | 80e        | -      | -         | -               | -      | -            |

Légende :

 :épreuve inexistante

- : n'a pas participé à l'épreuve

### Coupe du monde
- Meilleur classement général : 88e en 2015.
- Meilleur résultat individuel : 37e.

#### Classements en Coupe du monde
| Saison    | Classement général final | Individuel | Sprint | Poursuite | Mass start |
| 2008-2009 | nc                       |            | nc     |           |            |
|           |                          |            |        |           |            |
| 2010-2011 | nc                       | nc         | nc     |           |            |
| 2011-2012 | nc                       | nc         | nc     | nc        |            |
| 2012-2013 | 96e                      | 64e        | 88e    | nc        |            |
| 2013-2014 | nc                       | nc         | nc     |           |            |
| 2014-2015 | 88e                      | nc         | 83e    | nc        |            |
| 2015-2016 | 99e                      | nc         | 94e    |           |            |